# Alto Parnaíba
Alto Parnaíba es un municipio brasileño del estado del Maranhão. Su población es de 10 304 (2007).

## Historia
Fundada el 19 de mayo de 1866 con el nombre de "Villa de Nuestra Señora de las Victórias", a través de la donación a la Iglesia Católica de partes de las tierras del Agricultor Francisco Luiz de Freitas y su mujer Micaela de Abreu Freitas, antiguos dueños de la "Hacienda Barcelona", la ciudad comenzó en la orilla río y después se fue expandiendo cuando fue creada la calle "Urbanos Santos" donde moraba el señor Areolino Vieira y su esposa Albertina Nunes y sus hijos. La ciudad después obtuvo una plaza con la iglesia principal.
Fue fundada bajo el liderazgo de Cândido Lustosa de Britto yendo contra los intereses del su tío, el Barón de Santa Filomena (José Lustosa de la Cunha), que morabana ciudad piauiense vecina - Santa Filomena.
La bandera de Alto Parnaíba, fue creada a través de concurso que abarcó a todos los alumnos de las redes de educación municipales y privadas del pueblo, siendo escogida como municipal a la bandera creada por el alumno de la 8.ª serie del CECAP (Centro Educacional Cenecisata de Alto Parnaíba) Dhiancarlos Teixeira Pacheco, de 16 años, en 19 de mayo de 1993. Y así tornando la bandera Oficial del municipio.